# Kanton Le Nord-Libournais
 Le Nord-Libournais  is een kanton van het Franse departement Gironde. Het kanton maakt deel uit van het arrondissement Libourne.
 Het telt 48.537  inwoners in 2018.

Het kanton  werd gevormd ingevolge het decreet van 20  februari 2014 met uitwerking op 22 maart 2015 met Coutras als hoofdplaats.

## Gemeenten
Het kanton Le Nord-Libournais omvat volgende gemeenten, dat zijn alle gemeenten van de opgeheven kantons Coutras, Lussac en Guîtres :
- Abzac
- Les Artigues-de-Lussac
- Bayas
- Bonzac
- Camps-sur-l'Isle
- Chamadelle
- Coutras
- Les Églisottes-et-Chalaures
- Le Fieu
- Francs
- Gours
- Guîtres
- Lagorce
- Lapouyade
- Lussac
- Maransin
- Montagne
- Néac
- Les Peintures
- Petit-Palais-et-Cornemps
- Porchères
- Puisseguin
- Puynormand
- Sablons
- Saint-Antoine-sur-l'Isle
- Saint-Christophe-de-Double
- Saint-Christophe-des-Bardes
- Saint-Cibard
- Saint-Ciers-d'Abzac
- Saint-Denis-de-Pile
- Saint-Martin-de-Laye
- Saint-Martin-du-Bois
- Saint-Médard-de-Guizières
- Saint-Sauveur-de-Puynormand
- Saint-Seurin-sur-l'Isle
- Savignac-de-l'Isle
- Tayac
- Tizac-de-Lapouyade